# Dracula braucht frisches Blut
Dracula braucht frisches Blut ist ein Horrorfilm aus dem Jahr 1973. Er wurde als siebter Teil einer Dracula-Reihe von der Firma Hammer produziert. Wie bereits im Vorgängerfilm ist die Handlung im London der 1970er Jahre angesiedelt. Es ist der dritte und letzte Film der Reihe, in dem sich Christopher Lee als Dracula und Peter Cushing als Van Helsing gegenüberstehen.

## Handlung
Im Jahr 1974 treffen sich in einem Londoner Herrenhaus die wichtigsten Vertreter Englands aus Politik, Wissenschaft, Militär und Industrie, um satanische Riten zu zelebrieren.
Inspector Murray von Scotland Yard und der Spezialist für Okkultismus, Professor Van Helsing, wollen dem Treiben ein Ende bereiten. Van Helsing identifiziert den geheimnisvollen Industriellen D. D. Denham, der als Anführer hinter den Riten steckt, als den wiedererstandenen Graf Dracula.
Der Graf hat den Plan, die Menschheit mit einem genmanipulierten Pest-Bazillus zu vernichten. Dies soll genau um Mitternacht des 23. Novembers, des Hexensabbat, stattfinden. Drei führende Mitglieder der oben genannten Gruppierungen und Van Helsing sollen dabei als Reiter der Apokalypse fungieren. Van Helsings Enkelin Jessica will er zu seiner Gefährtin machen.
Inspector Murray und ein Diener Draculas geraten in ein Handgemenge, wodurch kurz vor Mitternacht der Hauptcomputer explodiert und Draculas Anwesen zusammen mit dem Bazillus in Brand steckt. Dracula verfolgt zunächst Van Helsing, jedoch verfängt er sich dabei in einem Weißdornbusch, wo er dann, zerkratzt und zerschunden, von Van Helsing gepfählt und vernichtet wird.

## Synchronisation
| Figur                     | Darsteller       | Deutscher Sprecher  |
| ------------------------- | ---------------- | ------------------- |
| Graf Dracula              | Christopher Lee  | Helmo Kindermann    |
| Prof. Lorimar Van Helsing | Peter Cushing    | Christian Marschall |
| Jessica Van Helsing       | Joanna Lumley    | Ursula Herwig       |
| Inspektor Murray          | Michael Coles    | Thomas Danneberg    |
| Chin Yang                 | Barbara Yu Ling  | Dagmar Altrichter   |
| Prof. Julian Keeley       | Freddie Jones    | Klaus Sonnenschein  |
| Jane                      | Valerie Van Ost  | Marianne Lutz       |
| Colonel Matthews          | Richard Vernon   | Wolfgang Lukschy    |
| Torrence                  | William Franklyn | Heinz Petruo        |

## Kritiken
- Lexikon des internationalen Films: „Abstruser Gruselfilm.“[3]
- Cinema: „Oft kopiert, nie erreicht und 1973 doch des Untotendaseins müde: Christopher Lee, der über 15 Jahre das Bild des Vampirs geprägt hatte, wandte sich nach diesem Horrorfilm anderen Rollen zu.“

## Trivia
- Dracula braucht frisches Blut war in den Kinos nicht erfolgreich und war der vorletzte Dracula-Film der Hammer-Ära. Letzter Teil der Reihe ist Die 7 goldenen Vampire. Da Christopher Lee nicht mehr bereit war, die Rolle des Grafen zu übernehmen, verpflichtete Hammer den Schauspieler John Forbes-Robertson.
- Von den Kritikern wurde der Film verrissen. Die Handlung sei unlogisch, die Spezialeffekte seien zu billig, und der ganze Film sei mies inszeniert. Dracula braucht frisches Blut wird für den schlechtesten aller Hammer-Filme gehalten.
- Alternative Titel des Filmes sind Rites of Dracula, Count Dracula and his Vampire Bride, Dracula is Alive and Well and Living in London, Dracula is Dead… and Well and Living in London.